# Цмок
Цмок (пол. smok, пол. cmok, біл. цмок, чес. і слов. zmok, zmek, лит. zmakas) — у міфології давніх слов'ян бог хатнього добробуту, родинного вогнища[джерело?]. Зображувався у вигляді змії чи вужа. Інколи у вигляді курки чи ящірки.
Українці називали цмоком райдугу, що начебто смокче воду з рік та морів, котра потім випадає у вигляді дощу.